# Elsie Inglis
Elsie Inglis   (Nainital, 16 d'agost de 1864 - Newcastle upon Tyne, 26 de novembre de 1917) va ser una metgessa i activista feminista escocesa. Va fundar l'associació Scottish Women's Hospitals amb diversos hospitals distribuïts per Europa durant la Primera Guerra Mundial.

## Biografia

### Primers anys i formació
Elsie Inglis va néixer el 1864 a Nainital, a l'Índia. El seu pare treballava per a la Companyia Britànica de les Índies Orientals i era un defensor dels drets de la dona i de proveir les mateixes oportunitats d'accés a l'educació. Va passar els seus primers anys a l'Índia i després a Tasmània. L’any 1878 va mudar-se amb la seva família a Edimburg, on va estudiar la secundària. Un cop acabada, va realitzar un curs d'etiqueta per a senyoretes a París. Després, retornà a Escòcia i, el 1886, es va unir a l’Edinburgh School of Medicine for Women, una institució fundada per Sophie Jex-Blake amb l’objectiu d’educar a dones mèdiques. El Regne Unit permetia a les dones matricular-se com a metgesses des de 1876, però les universitats no admetien l'ingrés d'aquestes com a estudiants. Encara i les diferències que tenia amb Jex-Blake, va ajudar a fundar el Medical College for Women, en el qual després seria professora de ginecologia, i més tard va completar la seva formació amb Sir William MacEwen a la Glasgow Royal Infirmary. Va realitzar formacions en hospitals per a dones a Londres i Dublín abans de tornar a Edimburg en 1894 per a cuidar al seu pare malalt fins a la seva mort. Aquest any va fundar un petit centre mèdic amb Jessie McGregor dedicat a cures d'infermeria i de maternitat. En 1899 es va graduar amb un títol en medicina de la Universitat d'Edimburg, una vegada va ser possible que les dones estudiessin a les universitats.
Seguidament d’obtenir el seu títol universitari, va continuar formant-se a Àustria i als Estats Units. En retornar una vegada més a Edimburg en 1905, va traslladar el seu centre mèdic The Hospice a la Royal Mile i, al cap d'uns anys, va convertir-se en un dels principals centres per a l'entrenament de comares. El 1905 va acceptar un lloc com a especialista de consulta en el Bruntsfield Hospital, un hospital de dia per a dones. També es va involucrar en diferents organitzacions sufragistes com la National Union of Women's Suffrage Societies i l'Edinburgh National Society for Women's Suffrage.

### Primera Guerra Mundial
Amb el començament de la Primera Guerra Mundial, el 1914, va ser voluntaria com a metgessa a la Royal Army Medical Corp. Però fou rebutjada amb l'explicació: «La meva bona senyora, vagi a casa i assegui's quieta». Ofesa per això, va decidir fundar l’Scottish Women's Hospitals amb el suport d'associacions feministes per a la col·lecta de fons i sota la consigna que les dones tenien maneres d'ajudar en el conflicte bèl·lic. L'associació va oferir la seva ajuda a altres països Aliats, els quals sí que van acceptar la seva ajuda. Va muntar llavors hospitals integrats per dones al llarg dels fronts de batalla a Europa per tal d’ajudar en el tractament dels soldats ferits. Aquests fets tenien la finalitat addicional de demostrar a la societat com les dones tenien habilitats per a realitzar activitats o treballs que els eren negats sobre la base de les construccions socials de l'època. Inglis va estar a França, Rússia i Sèrbia, on va passar gran part de la guerra i on va ser breument presonera de guerra en 1915. És especialment recordada a Sèrbia ja que va ajudar amb el tractament del Tifus epidèmic, el qual va afectar el país durant la guerra i va causar la mort del 16% de la població. Així, va guanyar-se la descripció de "Mare sèrbia d'Escòcia" per part dels serbis, als quals ella es referia afectuosament com "els seus benvolguts serbis". L’any 1916, Sèrbia li va concedir l'Ordre de l'Àguila Blanca.
| «              | No se m'ocorre res més pragmàtic que portar als homes a casa el fet que les dones poden ajudar de manera intel·ligent en qualsevol tipus de treball. Tant de treball s'ha fet en llocs on ells no ho poden veure. Sobre això veuran cada part. | » |
| — Elsie Inglis | |   |

La salut d'Inglis va empitjorar en 1917 a causa d'un càncer. Encara i així, va continuar dirigint la unitat però sense realitzar cirurgies. Un cop la unitat va acabar les seves tasques, va retornar al Regne Unit i va morir uns dies després d'arribar a Newcastle upon Tyne. Les seves restes van ser traslladades a Edimburg i vetllats a la Catedral de Saint Giles. L'associació Scottish Women's Hospital va continuar oferint serveis fins al final de la guerra i va comptar amb 1500 dones i vint homes al seu servei en disset hospitals. El 1925 va fundar-se el Elsie Inglis Memorial Hospital, el qual va funcionar fins al 1992 com a centre de maternitat.